# Струцовка
Струцовка (укр. Струцівка) — село на Украине, находится в Коростышевском районе Житомирской области.
Население по переписи 2001 года составляет 93 человека. Почтовый индекс — 12534. Телефонный код — 4130. Занимает площадь 1,381 км².

## Адрес местного совета
12534, Житомирская область, Коростышевский р-н, с.Щеглиевка